# Русская (река, впадает в Амурский залив)
Ру́сская — река на юге Приморского края, протекает по территории острова Русского, является одной из малых рек Владивостока и самой крупной островной речкой в Приморье.
Длина 5 километров, площадь бассейна — 18 км². Уклон реки — 32 м/км.
Берёт начало на южных склонах горы Русской, течёт в южном, затем в юго-западном направлении и впадает в Амурский залив в бухту Мелководную.
Речной бассейн занимает обширную территорию центральной части острова Русского, и, за исключением незначительных участков, почти полностью занят широколиственным лесом. Остальные речки и ручьи острова намного меньше реки Русской.
Речное русло слабоизвилистое, почти на всём протяжении имеет ширину от 0,4 до 2 метров, ближе к устью расширяется до 6—8 метров. Берега обрывистые, высотой до 1 м, сложены суглинками с большим содержанием песка, гальки и гравия. Вблизи устья в речку впадает слева крупный приток. Во время приливов вода в устье становится солоноватой. От бухты Воевода устье отгорожено мелководным баром.
В летнее время часты паводки, вызываемые интенсивными продолжительными дождями.